# Theta Ophiuchi

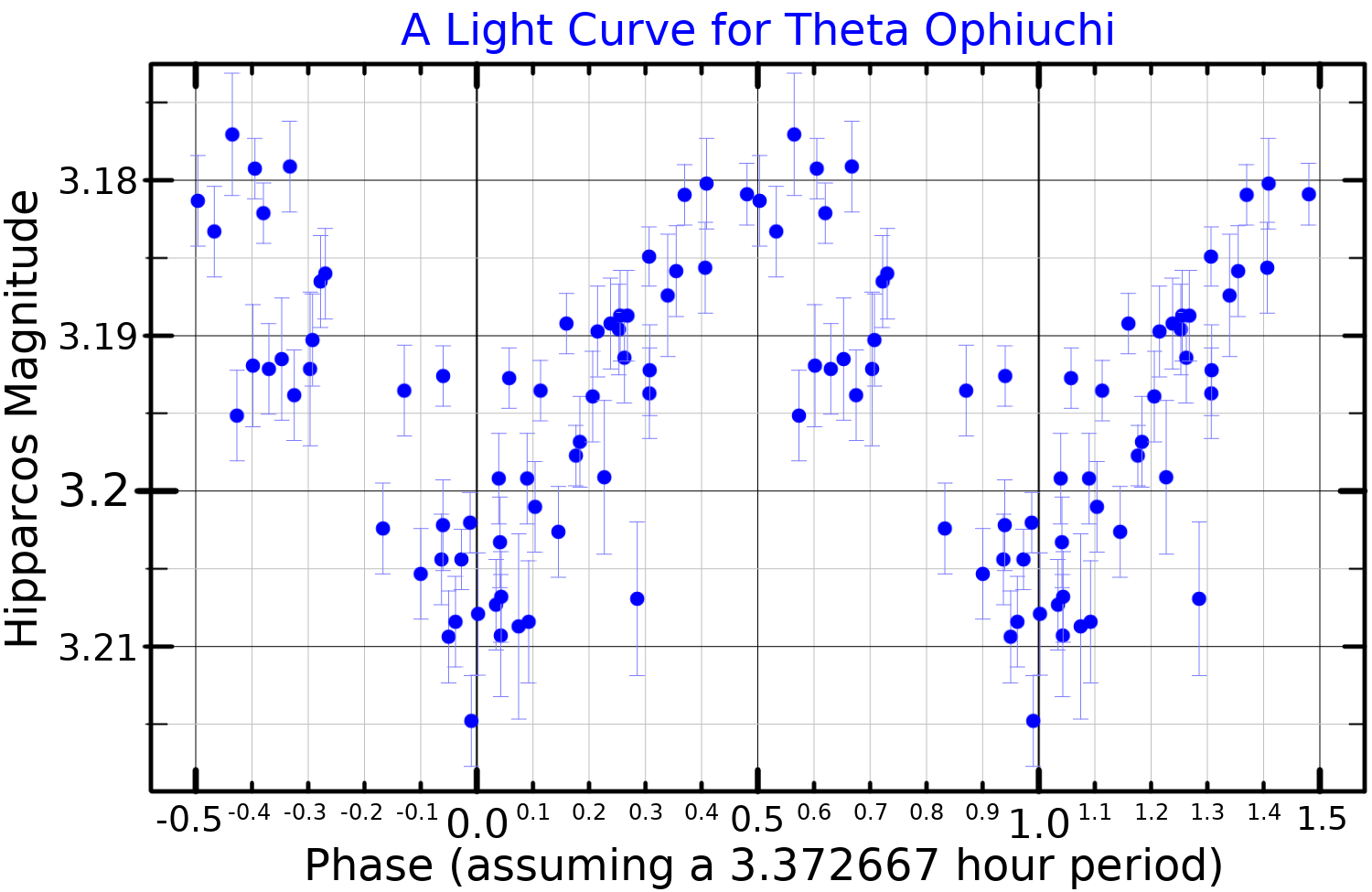
Lichtkromme van Theta Ophiuchi

Theta Ophiuchi is een ster in het sterrenbeeld Slangendrager. De ster is een spectroscopische dubbelster met een periode van 11,44 dagen en bevat een derde component met een periode van 56.71 De ster wordt verantwoordelijk gehouden voor het ontstaan van de nabije Pijpnevel